# Paulinho (fodboldspiller, født 1995)
 Der er flere personer med dette navn, se Paulinho.
Paulo Victor da Silva (født 3. januar 1995), kendt som Paulinho, er en brasiliansk fodboldspiller, som spiller for Superliga-klubben FC Midtjylland. 

## Klubkarriere

### Santo André
Paulinho begyndte sin karriere hos Santo André i hjemlandent. Under sin tid i klubben havde han lejeaftaler til Santos, Boa Esporte og São Bento.

### Bahia
Paulinho skiftede i 2018 til Bahia.

### FC Midtjylland
Paulinho skiftede i juli 2019 til FC Midtjylland.